# 브룩 애덤스 (배우)

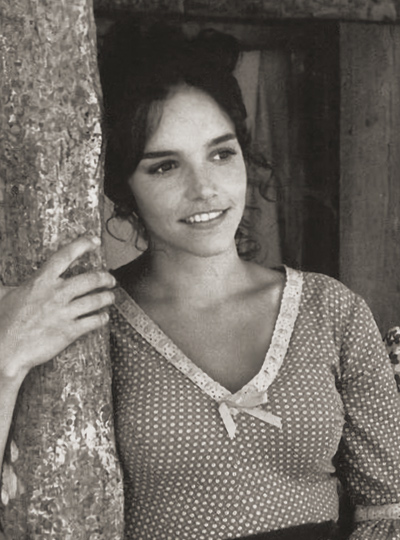

브룩 애덤스(Brooke Adams, 1949년 2월 8일 ~ )는 미국의 배우, 영화 제작자, 영화 감독, 각본가이다.
뉴욕에서 태어났다.

## 영화
- 스냅샷 (2018년)
- 건즈 포 하이어 (2015년)
- 헤밍웨이 & 겔혼 (2012년)
- 게리스 워크 (2009년)
- 루시 키예스의 전설 (2006년)
- 앳 라스트 (2005년) - 캐롤 싱글튼 역
- 명탐정 몽크 시즌1 (2002년)
- 베이비시터 클럽 (1995년)
- 파이어 디스 타임 (1994년)
- 최후의 표적 (1993, The Last Hit)
- 쟈니와 미씨 (1993년)
- 쉐드와 트루디 (1992년)
- 저주의 탄생 (1991년)
- 썸타임 데이 컴 백 (1991년)
- 신부 행진곡 (1989년) - 팻 역
- 정글의 라이온 (1987년)
- 맨 온 파이어 (1987년)
- 제3의 공포 (1985년)
- 올모스트 유 (1985년)
- 레이스 (1984년)
- 해외 여행 (1983년)
- 데드존 (1983년) - 사라 역
- 텔 미 어 리들 (1980년)
- 어 맨, 어 우먼 앤 어 뱅크 (1979년)
- 쿠바 (1979년)
- 외계의 침입자 (1978년) - 엘리자베스 드리스콜 역
- 천국의 나날들 (1978년) - 애비 역
- 쇼크 웨이브 (1977년)
- 네로 울프 (1977년)
- 사랑의 화원 (1976년)
- 루 모귀의 살인자 (1971년)